# 奎宿增十三
双鱼座g（双鱼座82，82 Psc，奎宿增十三）是双鱼座的一颗恒星，视星等为+5.16，距离地球约480光年。